# Tatjana Maria
Tatjana Maria (születési neve Tatjana Malek) (Bad Saulgau, 1987. augusztus 8. –) német teniszezőnő.
2001-ben kezdődött profi pályafutása során egyéniben négy és párosban is négy WTA-, valamint egy WTA125-tornát nyert meg, emellett egyéniben 19, párosban 15 ITF-tornán végzett az első helyen. Legjobb egyéni világranglista-helyezése a 36. hely, ezt 2025. július 14-én érte el, párosban 54. volt 2016. június 6-án. A Grand Slam-tornákon a legjobb eredményét egyéniben a 2022-es wimbledoni teniszbajnokságon érte el, amikor az elődöntőbe jutott, párosban a negyeddöntős volt a 2018-as wimbledoni teniszbajnokságon.
2006–2011 között tizenhárom alkalommal szerepelt Németország Fed-kupa csapatában.
Férje, és egyben edzője Charles Edouard Maria, akivel 2013-ban házasodott össze. Még abban az évben megszületett kislányuk Charlotte. Szülését követően négy hónappal már ismét versenyzett. 2020 áprilisában bejelentette, hogy második gyermekükkel terhes, de a szülést követően nem sokkal újra visszatér a pályára.

## WTA-döntői

### Egyéni

#### Győzelmei (4)
| Összesítés            |                              |
| Grand Slam-torna (0)  |                              |
| Premier Mandatory (0) | WTA 1000 (kötelező)* (0)     |
| Premier Five (0)      | WTA 1000 (nem kötelező)* (0) |
| Premier (0)           | WTA 500* (1)                 |
| International (1)     | WTA 250* (2)                 |

*2021-től megváltozott a tornák kategóriáinak elnevezése.
|    | Dátum             | Torna                              | Borítás | Ellenfél a döntőben  | Eredmény a döntőben |
| 1. | 2018. június 24.  | Mallorca Open, Mallorca            | Fű      | Anastasija Sevastova | 6–4, 7–5            |
| 2. | 2022. április 10. | Copa Colsanitas, Bogotá            | Salak   | Laura Pigossi        | 6–3, 4–6, 6–2       |
| 3. | 2023. április 9.  | Copa Colsanitas, Bogotá            | Salak   | Peyton Stearns       | 6–3, 2–6, 6–4       |
| 4. | 2025. júmius 15.  | Queen’s Club Championships, London | Fű      | Amanda Anisimova     | 6–3, 6–4            |

### Páros

#### Győzelmei (4)
| Összesítés            |                              |
| Grand Slam-torna (0)  |                              |
| Premier Mandatory (0) | WTA 1000 (kötelező)* (0)     |
| Premier Five (0)      | WTA 1000 (nem kötelező)* (0) |
| Premier (0)           | WTA 500* (0)                 |
| International (4)     | WTA 250* (0)                 |

*2021-től megváltozott a tornák kategóriáinak elnevezése.
|    | Dátum                | Torna                             | Borítás    | Partner                  | Ellenfelek a döntőben                | Eredmény a döntőben    |
| 1. | 2012. szeptember 16. | Bell Challenge, Québec            | Kemény (f) | Kristina Mladenovic      | Alicja Rosolska Heather Watson       | 7–6(5), 6–7(8), [10–7] |
| 2. | 2016. április 11.    | Copa Colsanitas, Bogotá           | Salak      | Lara Arruabarrena Vecino | Gabriela Cé Andrea Gámiz             | 6–2, 4–6, [10–8]       |
| 3. | 2018. március 3.     | Abierto Mexicano Telcel, Acapulco | Kemény     | Heather Watson           | Kaitlyn Christian Sabrina Santamaria | 7–5, 2–6, [10–2]       |
| 4. | 2019. szeptember 22. | Korea Open, Szöul                 | Kemény     | Lara Arruabarrena        | Hayley Cartes Luisa Stefani          | 7–6(7), 3–6, [10–7]    |

#### Elveszített döntői (4)
|    | Dátum             | Torna                                              | Borítás | Partner                  | Ellenfelek a döntőben            | Eredmény a döntőben |
| 1. | 2009. július 26.  | Gastein Ladies, Bad Gastein                        | Salak   | Andrea Petković          | Andrea Hlaváčková Lucie Hradecká | 2–6, 4–6            |
| 2. | 2014. október 6.  | HP Open, Oszaka                                    | Kemény  | Lara Arruabarrena Vecino | Aoyama Suko Renata Voráčová      | 1–6, 2–6            |
| 3. | 2015. július 19.  | Swedish Open, Båstad                               | Kemény  | Olha Szavcsuk            | Kiki Bertens Johanna Larsson     | 5–7, 4–6            |
| 4. | 2016. április 29. | Grand Prix de SAR La Princesse Lalla Meryem, Rabat | Salak   | Raluca Olaru             | Xenia Knoll Aleksandra Krunić    | 3–6, 0–6            |

## WTA 125K döntői: 6 (1–5)

### Egyéni: 5 (1–4)
| Eredmény | No. | Dátum               | Torna                             | Borítás | Ellenfél a döntőben | Eredmény         |
| -------- | --- | ------------------- | --------------------------------- | ------- | ------------------- | ---------------- |
| Döntő    | 1.  | 2023. június 25.    | Veneto Open, Gaiba                | Fű      | Ashlyn Krueger      | 6–3, 4–6, 5–7    |
| Győztes  | 1.  | 2023. augusztus 20. | Barranquilla Open, Barranquilla   | Kemény  | Fiona Ferro         | 6–1, 6–2         |
| Döntő    | 2.  | 2024. augusztus 17. | Barranquilla Open, Barranquilla   | Kemény  | Nadia Podoroska     | 2–6, 6–1, 3–6    |
| Döntő    | 3.  | 2024. szeptember 8. | Guadalajara 125 Open, Guadalajara | Kemény  | Kamilla Rahimova    | 3–6, 7–6(5), 3–6 |
| Döntő    | 4.  | 2025. július 13.    | Hall of Fame Open, Newport        | Fű      | Catherine McNally   | 6–2, 4–6, 2–6    |

### Páros: 1 (0–1)
| Eredmény | No. | Dátum              | Torna                      | Borítás | Partner             | Ellenfelek a döntőben            | Eredmény         |
| -------- | --- | ------------------ | -------------------------- | ------- | ------------------- | -------------------------------- | ---------------- |
| Döntő    | 1.  | 2015. november 23. | Carlsbad Classic, Carlsbad | Kemény  | Okszana Kalasnikova | Verónica Cepede Royg Gabriela Cé | 6–1, 4–6, [8–10] |

## ITF döntői (34–25)

### Egyéni (19–14)
| Díjazás              |
| -------------------- |
| $100,000 torna       |
| $75,000 torna        |
| $50,000/60,000 torna |
| $40,000 torna        |
| $25,000 torna        |
| $15,000 torna        |
| $10,000 torna        |

| Borításonként |
| ------------- |
| Kemény (13–4) |
| Salak (3–7)   |
| Fű (2–2)      |
| Szőnyeg (1–0) |

| Eredmény | No. | Date                 | Torna                                  | Borítás     | Ellenfél            | Eredmény         |
| -------- | --- | -------------------- | -------------------------------------- | ----------- | ------------------- | ---------------- |
| Döntős   | 1.  | 2006. február 20.    | Biberach an der Riß, Németország       | Kemény (f)  | Kristina Barrois    | 4–6, 7–5, 6–7(5) |
| Döntős   | 2.  | 2006. június 19.     | Davos, Svájc                           | Salak       | Sandra Martinović   | 6–1, 4–6, 2–6    |
| Győztes  | 1.  | 2006. július 24.     | Les Contamines-Montjoie, Franciaország | Kemény      | Sandra Záhlavová    | 6–3, 6–4         |
| Győztes  | 2.  | 2006. augusztus 7.   | Hechingen, Németország                 | Salak       | Magda Mihalache     | 6–2, 6–3         |
| Döntős   | 3.  | 2006. szeptember 11. | Gliwice, Lengyelország                 | Salak       | Sandra Záhlavová    | 4–6, 0–6         |
| Döntős   | 4.  | 2006. október 23.    | Isztambul, Törökország                 | Kemény (f)  | Caroline Wozniacki  | 2–6, 1–6         |
| Döntős   | 5.  | 2007. április 23.    | Cagnes-sur-Mer, Franciaország          | Salak       | Bacsinszky Tímea    | 4–6, 1–6         |
| Győztes  | 3.  | 2007. október 22.    | Pozsony, Szlovákia                     | Kemény (f)  | Petra Kvitová       | 6–2, 7–6(7)      |
| Győztes  | 4.  | 2008. november 3.    | Ismaning, Németország                  | Szőnyeg (f) | Kristina Barrois    | 6–2, 6–3         |
| Győztes  | 5.  | 2009. február 9.     | Stockholm, Svédország                  | Kemény (f)  | Kapros Anikó        | 6–3, 6–2         |
| Győztes  | 6.  | 2009- április 27.    | Makarska, Horvátország                 | Salak       | Simona Halep        | 6–1, 4–6, 6–4    |
| Győztes  | 7.  | 2009. augusztus 24.  | The Bronx, Egyesült Államok            | Kemény      | Kristina Barrois    | 6–1, 6–4         |
| Döntős   | 6.  | 2011. július 25.     | Bad Saulgau, Németország               | Salak       | Raluca Olaru        | 6–3, 3–6, 5–7    |
| Győztes  | 8.  | 2011. augusztus 1.   | Hechingen, Németország                 | Salak       | Sarah Gronert       | 6–3, 6–4         |
| Döntős   | 7.  | 2011. szeptember 26. | Clermont-Ferrand, Franciaország        | Kemény (f)  | Andrea Hlaváčková   | 4–6, 6–0, 6–7(6) |
| Döntős   | 8.  | 2012. április 2.     | Tessenderlo, Belgium                   | Salak (f)   | Marina Zanevszka    | 2–6, 2–6         |
| Döntős   | 9.  | 2012. június 11.     | Nottingham, Egyesült Királyság         | Fű          | Ashleigh Barty      | 1–6, 1–6         |
| Döntős   | 10. | 2012. szeptember 24. | Clermont-Ferrand, Franciaország        | Kemény (f)  | Stefanie Vögele     | 4–6, 1–6         |
| Győztes  | 9.  | 2014. július 28.     | Fort Worth, Egyesült Államok           | Kemény      | Hayley Carter       | 6–1, 6–1         |
| Győztes  | 10. | 2014. október 13.    | Makinohara, Japán                      | Fű          | Aojama Suko         | 6–1, 6–2         |
| Győztes  | 11. | 2014. december 8.    | Mérida, Mexikó                         | Kemény      | Victoria Rodríguez  | 6–0, 6–3         |
| Győztes  | 12. | 2015. február 2.     | Midland, Egyesült Államok              | Kemény (f)  | Louisa Chirico      | 6–2, 6–0         |
| Döntős   | 11. | 2015. május 4.       | Cagnes-sur-Mer, Franciaország          | Salak       | Carina Witthöft     | 5–7, 1–6         |
| Győztes  | 13. | 2015. október 26.    | Toronto, Kanada                        | Kemény (f)  | Jovana Jakšić       | 6–3, 6–2         |
| Győztes  | 14. | 2017. február 5.     | Midland, Egyesült Államok              | Kemény (f)  | Naomi Broady        | 6–4, 6–7(6), 6–4 |
| Döntős   | 12. | 2017. június 11      | Marseille, Franciaország               | Salak       | Jasmine Paolini     | 4–6, 6–2, 1–6    |
| Győztes  | 15. | 2017. június 30.     | Southsea, Egyesült Királyság           | Fű          | Irina-Camelia Begu  | 6–2, 6–2         |
| Döntős   | 13. | 2017. július 16.     | Contrexéville, Franciaország           | Salak       | Johanna Larsson     | 1–6, 4–6         |
| Győztes  | 16. | 2022. február        | Róma, Olaszország                      | Kemény (f)  | Alycia Parks        | 6–4, 4–6, 6–2    |
| Győztes  | 17. | 2023. január 29.     | Púne, India                            | Kemény      | Nigina Abduraimova  | 6–1, 6–1         |
| Döntős   | 14. | 2024. június 9.      | Surbiton, Egyesült Királyság           | Fű          | Alison Van Uytvanck | 7–6(5), 1–6, 2–6 |
| Győztes  | 18. | 2024. november 30.   | Nagyszombat, Szlovákia                 | Kemény (f)  | Jodie Burrage       | 6–4, 6–1         |
| Győztes  | 19. | 2025. január 26.     | Bengaluru, India                       | Kemény      | Léolia Jeanjean     | 6–7(0), 6–3, 6–4 |

### Páros (15–11)
| Díjíazás             |
| -------------------- |
| $100,000 torna       |
| $75,000/80,000 torna |
| $50,000/60,000 torna |
| $25,000 torna        |
| $15,000 torna        |
| $10,000 torna        |

| Borításonként |
| ------------- |
| Kemény (5–5)  |
| Salak (8–5)   |
| Fű (1–0)      |
| Szőnyeg (1–1) |

| Eredmény | No. | Dátum                | Torna                          | Borítás     | Partner                 | Ellenfél                               | Eredmény            |
| -------- | --- | -------------------- | ------------------------------ | ----------- | ----------------------- | -------------------------------------- | ------------------- |
| Győztes  | 1.  | 2003. május 5.       | Varsó, Lengyelország           | Salak       | Annette Kolb            | Barbora Machovská Ivana Plateniková    | 6–3, 6–3            |
| Döntős   | 1.  | 2004. augusztus 16.  | Westende, Belgium              | Kemény      | Janette Bejlková        | Veronika Chvojková Emma Laine          | 4–6, 5–7            |
| Döntős   | 2.  | 2006. szeptember 4.  | Mestre, Olaszország            | Salak       | Margalita Chakhnashvili | Monica Niculescu Renata Voráčová       | 4–6, 6–3, 4–6       |
| Győztes  | 2.  | 2009. április 27.    | Makarska, Horvátország         | Salak       | Renata Voráčová         | Tereza Hladíková Karolina Kosińska     | 6–4, 5–7, [10–6]    |
| Döntős   | 3.  | 2010. szeptember 14. | Szófia, Bulgária               | Salak       | Sandra Klemenschits     | Eléni Danjilídu Jasmin Wöhr            | 3–6, 4–6            |
| Döntős   | 4.  | 2010. október 4.     | Barnstaple, Egyesült Királyság | Kemény (f)  | Sandra Klemenschits     | Andrea Hlaváčková Michaëlla Krajicek   | 6–7(4), 2–6         |
| Győztes  | 3.  | 2010. október 11.    | Joué-lès-Tours, Franciaország  | Kemény (f)  | Irena Pavlovic          | Stéphanie Cohen-Aloro Selima Sfar      | 6–4, 5–7, [10–8]    |
| Győztes  | 4.  | 2010. október 18.    | Saint-Raphaël, Franciaország   | Kemény (f)  | Sandra Klemenschits     | Estrella Cabeza Candela Laura Pous Tió | 6–2, 6–4            |
| Győztes  | 5.  | 2011. április 18.    | Tessenderlo, Belgium           | Salak (f)   | Anna-Lena Grönefeld     | Elina Szvitolina Marina Zanevszka      | 7–5, 6–3            |
| Győztes  | 6.  | 2011. június 27.     | Toruń, Lengyelország           | Salak       | Stéphanie Foretz Gacon  | Gallovits-Hall Edina Andreja Klepač    | 6–2, 7–5            |
| Győztes  | 7.  | 2011. augusztus 1.   | Hechingen, Németország         | Salak       | Sandra Klemenschits     | Korina Perkovic Laura Siegemund        | 4–6, 6–2, [10–7]    |
| Döntős   | 5.  | 2011. október 25.    | Barnstaple, Egyesült Királyság | Kemény (f)  | Sandra Klemenschits     | Eva Birnerová Anne Keothavong          | 5–7, 1–6            |
| Győztes  | 8.  | 2012. március 19.    | Bath, Egyesült Királyság       | Kemény (f)  | Stephanie Vogt          | Julie Coin Melanie South               | 6–3, 3–6, [10–3]    |
| Döntős   | 6.  | 2012. április 2.     | Tessenderlo, Belgium           | Salak (f)   | Stephanie Vogt          | Demi Schuurs Marina Zanevszka          | 4–6, 3–6            |
| Győztes  | 9.  | 2012. június 25.     | Stuttgart, Németország         | Salak       | Sandra Klemenschits     | Lenka Juríková Zuzana Luknárová        | 6–3, 6–2            |
| Döntős   | 7.  | 2012. július 2.      | Biella, Olaszország            | Salak       | Sandra Klemenschits     | Eva Hrdinová Mervana Jugić-Salkić      | 6–1, 3–6, [8–10]    |
| Döntős   | 8.  | 2012. október 22.    | Poitiers, Franciaország        | Kemény (f)  | Stéphanie Foretz Gacon  | Catalina Castaño Mervana Jugić-Salkić  | 4–6, 7–5, [4–10]    |
| Győztes  | 10. | 2013 április 15.     | Dothan, Egyesült Államok       | Salak       | Julia Cohen             | Irina Falconi Maria Sanchez            | 6–4, 4–6, [11–9]    |
| Győztes  | 11. | 2014. június 9.      | Essen, Németország             | Salak       | Kristina Barrois        | Ysaline Bonaventure Elica Kosztova     | 6–2, 6–2            |
| Győztes  | 12. | 2014. október 13.    | Makinohara, Japán              | Fű          | Miki Miyamura           | Makoto Ninomiya Mari Tanaka            | 6–3, 6–1            |
| Győztes  | 13. | 2014. október 20.    | Hamamacu, Japán                | Szőnyeg     | Miki Miyamura           | Makoto Ninomiya Mari Tanaka            | 5–7, 6–2, [10–5]    |
| Döntős   | 9.  | 2014. október 27.    | Toronto, Kanada                | Kemény (f)  | Gabriela Dabrowski      | Maria Sanchez Taylor Townsend          | 5–7, 6–4, [13–15]   |
| Győztes  | 14. | 2014. december 1.    | Mérida, Mexikó                 | Kemény      | Renata Zarazúa          | Jan Abaza Hsu Chieh-yu                 | 7–6(1), 6–1         |
| Győztes  | 15. | 2014. december 8.    | Mérida, Mexikó                 | Kemény      | Renata Zarazúa          | Andrea Gámiz Valerija Szavinih         | 6–4, 6–1            |
| Döntős   | 10. | 2015. február 16.    | Altenkirchen, Németország      | Szőnyeg (f) | Sandra Klemenschits     | Antonia Lottner Ana Vrljić             | 4–6, 6–3, [9–11]    |
| Döntős   | 11. | 2021. szeptember 5.  | Collonge-Bellerive, Svájc      | Salak       | Amandine Hesse          | Amina Ansba Anasztaszija Gaszanova     | 1–6, 7–6(6), [8–10] |

## Eredményei Grand Slam-tornákon

### Egyéni
| Grand Slam | Australian Open | Australian Open     | Roland Garros  | Roland Garros      | Wimbledon      | Wimbledon           | US Open        | US Open            |
| Év         | Eredmény        | Utolsó ellenfél     | Eredmény       | Utolsó ellenfél    | Eredmény       | Utolsó ellenfél     | Eredmény       | Utolsó ellenfél    |
| 2007       | Selejtező (Q1)  | Selejtező (Q1)      | −              | −                  | 1. kör         | Kaia Kanepi         | 1. kör         | Pauline Parmentier |
| 2008       | 1. kör          | J. Svedova          | −              | −                  | −              | −                   | −              | −                  |
| 2009       | 2. kör          | Sz. Kuznyecova      | Selejtező (Q3) | Selejtező (Q3)     | 2. kör         | Samantha Stosur     | 1. kör         | Amélie Mauresmo    |
| 2010       | 1. kör          | Agnieszka Radwańska | 1. kör         | Bacsinszky Tímea   | 1. kör         | Nagyja Petrova      | Selejtező (Q1) | Selejtező (Q1)     |
| 2011       | Selejtező (Q1)  | Selejtező (Q1)      | Selejtező (Q1) | Selejtező (Q1)     | Selejtező (Q1) | Selejtező (Q1)      | Selejtező (Q2) | Selejtező (Q2)     |
| 2012       | −               | −                   | Selejtező (Q3) | Selejtező (Q3)     | Selejtező (Q2) | Selejtező (Q2)      | 2. kör         | Sloane Stephens    |
| 2013       | Selejtező (Q3)  | Selejtező (Q3)      | 1. kör         | Paula Ormaechea    | 1. kör         | Hszie Su-vej        | −              | −                  |
| 2014       | −               | −                   | −              | −                  | −              | −                   | Selejtező (Q2) | Selejtező (Q2)     |
| 2015       | 1. kör          | Peng Suaj           | 1. kör         | Camila Giorgi      | 3. kör         | Madison Keys        | 1. kör         | Ana Konjuh         |
| 2016       | 2. kör          | J. Makarova         | 2. kör         | Alizé Cornet       | 1. kör         | Julia Boserup       | Selejtező (Q3) | Selejtező (Q3)     |
| 2017       | Selejtező (Q2)  | Selejtező (Q2)      | 2. kör         | Simona Halep       | 2. kör         | Coco Vandeweghe     | 2. kör         | Madison Keys       |
| 2018       | 1. kör          | Marija Sarapova     | 1. kör         | Kirsten Flipkens   | 2. kör         | Kristina Mladenovic | 2. kör         | Elina Szvitolina   |
| 2019       | 1. kör          | Serena Williams     | 1. kör         | Danielle Collins   | 1. kör         | Angelique Kerber    | 1. kör         | Kaia Kanepi        |
| 2020       | 1. kör          | Catherine Bellis    | –              | –                  | elmaradt       | elmaradt            | 1. kör         | Alison Riske       |
| 2021       | –               | –                   | –              | –                  | –              | –                   | Selejtező (Q1) | Selejtező (Q1)     |
| 2022       | 1. kör          | María Szákari       | 1. kör         | Sorana Cîrstea     | Elődöntő       | Unsz Dzsábir        | 1. kör         | María Szákari      |
| 2023       | 1. kör          | Lucrezia Stefanini  | 1. kör         | B Haddad Maia      | 1. kör         | Sorana Cîrstea      | 1. kör         | Petra Martić       |
| 2024       | 2. kör          | Jasmine Paolini     | 1. kör         | Clara Tauson       | 1. kör         | Katie Boulter       | 2. kör         | Cori Gauff         |
| 2025       | 2. kör          | Clara Tauson        | 1. kör         | Barbora Krejčíková | 1. kör         | Katie Volynets      |                |                    |

### Páros
| Grand Slam | Australian Open             | Australian Open                     | Roland Garros                 | Roland Garros                         | Wimbledon                  | Wimbledon                             | US Open                | US Open                           |
| Év         | Eredmény Partner            | Utolsó ellenfél                     | Eredmény Partner              | Utolsó ellenfél                       | Eredmény Partner           | Utolsó ellenfél                       | Eredmény Partner       | Utolsó ellenfél                   |
| 2007       | −                           | −                                   | −                             | −                                     | 2. kör A-L Grönefeld       | Sz Kuznyecova Nagyja Petrova          | −                      | −                                 |
| 2008       | −                           | −                                   | −                             | −                                     | −                          | −                                     | −                      | −                                 |
| 2009       | −                           | −                                   | −                             | −                                     | 1. kör Andrea Petković     | Sz Kuznyecova Amélie Mauresmo         | 2. kör Andrea Petković | M Kirilenko Jelena Vesznyina      |
| 2010       | 1. kör Andrea Petković      | C. Black L. Huber                   | 1. kör Andrea Petković        | D Hantuchová C Wozniacki              | 1. kör Andrea Petković     | Bacsinszky Tímea Tathiana Garbin      | 1. kör Andrea Petković | Alexa Glatch Coco Vandeweghe      |
| 2011       | 1. kör Andrea Petković      | Sahar Peér Peng Suaj                | −                             | −                                     | −                          | −                                     | −                      | −                                 |
| 2012       | −                           | −                                   | −                             | −                                     | −                          | −                                     | 2. kör Mona Barthel    | Andrea Hlaváčková Lucie Hradecká  |
| 2013       | 1. kör Kiki Bertens         | M Johansson Pauline Parmentier      | 1. kör Kiki Bertens           | A-L Grönefeld Květa Peschke           | 1. kör Irina Falconi       | Jana Čepelová O Kalasnikova           | –                      | –                                 |
| 2014       | –                           | –                                   | 2. kör Elina Szvitolina       | Kaia Kanepi A Panova                  | –                          | –                                     | –                      | –                                 |
| 2015       | 1. kör Raluca Olaru         | B Mattek-Sands Lucie Šafářová       | 2. kör Madison Brengle        | Hszie Su-vej Flavia Pennetta          | 1. kör Madison Brengle     | A-L Grönefeld Coco Vandeweghe         | 1. kör Madison Brengle | Eugenie Bouchard Jelena Vesznyina |
| 2016       | 1. kör Madison Brengle      | Darja Kaszatkina Danka Kovinić      | 3. kör Madison Brengle        | Csan Hao-csing Csan Jung-zsan         | 2. kör Madison Brengle     | Raquel Atawo Abigail Spears           | 1. kör Madison Brengle | Viktorija Golubic Nicole Melichar |
| 2017       | 1. kör Pauline Parmentier   | Babos Tímea A Pavljucsenkova        | –                             | –                                     | 2. kör Océane Dodin        | J Makarova J Vesznyina                | 1. kör Océane Dodin    | Jacqueline Cako Sachia Vickery    |
| 2018       | 1. kör Pauline Parmentier   | Michaëlla Krajicek Alla Kudrjavceva | 2. kör Heather Watson         | Barbora Krejčíková Kateřina Siniaková | Negyeddöntő Heather Watson | Barbora Krejčíková Kateřina Siniaková | 1. kör Heather Watson  | Han Hszin-jün Raluca Olaru        |
| 2019       | 1. kör Heather Watson       | Nicole Melichar Květa Peschke       | 1. kör Heather Watson         | Elise Mertens Arina Szabalenka        | –                          | –                                     | 1. kör Sofia Kenin     | Csan Hao-csing Latisha Chan       |
| 2020       | 1. kör Anastasija Sevastova | Kirsten Flipkens Taylor Townsend    | –                             | –                                     | elmaradt                   | elmaradt                              | –                      | –                                 |
| 2021       | –                           | –                                   | –                             | –                                     | –                          | –                                     | –                      | –                                 |
| 2022       | 1. kör Madison Brengle      | Monique Adamczak Han Hszin-jün      | 1. kör A-L Friedsam           | Gálfi Dalma Anna Kalinszkaja          | 1. kör Océane Dodin        | Ljudmila Kicsenok Jeļena Ostapenko    | –                      | –                                 |
| 2023       | 1. kör Ana Bogdan           | Olivia Gadecki Priscilla Hon        | 1. kör Elisabetta Cocciaretto | Gabriela Dabrowski Luisa Stefani      | 1. kör Katarzyna Piter     | Magda Linette Bernarda Pera           | 3. kör Arantxa Rus     | Jennifer Brady Luisa Stefani      |
| 2024       | 1. kör Arantxa Rus          | Katarzyna Kawa Marta Kosztyuk       | –                             | –                                     | 1. kör Arantxa Rus         | Cristina Bucșa Hibino Nao             | 1. kör AK Schmiedlová  | Sibahara Ena Aldila Sutjiadi      |
| 2025       | –                           | –                                   | 1. kör Eva Lys                | Ulrikke Eikeri Hozumi Eri             |                            |                                       |                        |                                   |

## Év végi világranglista-helyezései
| Év     | 2003 | 2004 | 2005 | 2006 | 2007 | 2008 | 2009 | 2010 | 2011 | 2012 | 2013 | 2014 | 2015 | 2016 | 2017 | 2018 | 2019 | 2020 | 2021 | 2022 | 2023 | 2024  |
| Egyéni | 651. | 552. | 284. | 146. | 88.  | 272. | 66.  | 137. | 191. | 112. | 258. | 214. | 68.  | 116. | 46.  | 79.  | 90.  | 109. | 279. | 68.  | 57.  | 101.  |
| Páros  | –    | 560. | 371. | 245. | 121. | 372. | 87.  | 101. | 138. | 80.  | 131. | 107. | 80.  | 63.  | 206. | 87.  | 163. | 165. | 309. | 542. | 307. | 1040. |